# Pavlinci
Pavlinci, (lat. Ordo fratrum Sancti Pauli Primi Eremitae  - kratica OSPPE), so katoliška kongregacija imenovana po Pavlu iz Teb, ustanovljena okoli leta 1250 na Madžarskem.
Pavlinci so oblečeni v belo kuto in črn plašč.
V drugi polovici 13. stoletja so pavlinci prišli na Hrvaško, kjer je Herman II. Celjski 1400 postavil največji pavlinski samostan na Hrvaškem. Samostan stoji v Lepoglavi. Leta 1664 so se pavlinci iz Lepoglave naselili tudi v samostanu Olimje pri Podčetrtku. V tem edinstvenem pavlinskem samostanu v Sloveniji je nastala ena najstarejših lekarn v Evropi.
Danes so pavlinci najbolj razširjeni na Poljskem.